# Brent Weeks
Brent Weeks (7 marzo 1977) è uno scrittore fantasy statunitense che vive nell'Oregon.
Nato in Montana, Brent Weeks divenne presto insegnante dopo aver conseguito la laurea, ma dopo solo un anno lasciò il suo lavoro per coltivare a fondo la sua vera passione: scrivere.
La sua prima trilogia The Night Angel Trilogy, in italiano L'angelo della notte, racconta la storia di un povero ragazzo di nome Azoth che per sopravvivere decide di cambiare radicalmente la sua vita, abbandonare il passato e diventare l'apprendista di un leggendario sicario.
Terminato questo suo primo lavoro, Brent Weeks sta correntemente curando un nuovo progetto, una nuova saga intitolata The Lightbringer (in Italia Il portatore di luce), di cui ora sono stati pubblicati 4 romanzi (solamente la metà del primo, invece, in Italia).

## Opere

### L'angelo della notte(The Night Angel Trilogy)
1. La via delle tenebre, Newton Compton 2010 (The Way of Shadows, 2008)
2. Il tempo delle tenebre, Newton Compton 2011 (Shadow's Edge, 2008)
3. Oltre le tenebre, Newton Compton 2012 (Beyond the Shadows, 2008)

Il 4 giugno 2015 la Newton Compton pubblica la trilogia completa in un unico volume (in originale era già stata pubblicata nel 2009).
In originale esiste anche un breve prequel (lungo 70 pagine e disponibile solo in e-book) dal titolo The Perfect Shadow (che sarebbe traducibile, similmente alla trilogia, in La tenebra perfetta)

### Il portatore di luce(The Lightbringer)
1. Il prisma nero - Prima parte, Gargoyle 2015 (prima parte di The Black Prism, 2010)
2. The Black Prism, 2010 - In Italia manca ancora la seconda parte del volume
3. The Blinding Knife, 2012
4. The Broken Eye, 2014
5. The Blood Mirror, 2016
6. The Burning White, 2019